# Liriope minor
Liriope minor är en sparrisväxtart som först beskrevs av Carl Maximowicz, och fick sitt nu gällande namn av Tomitaro Makino. Liriope minor ingår i släktet Liriope och familjen sparrisväxter. Inga underarter finns listade i Catalogue of Life.

## Bildgalleri

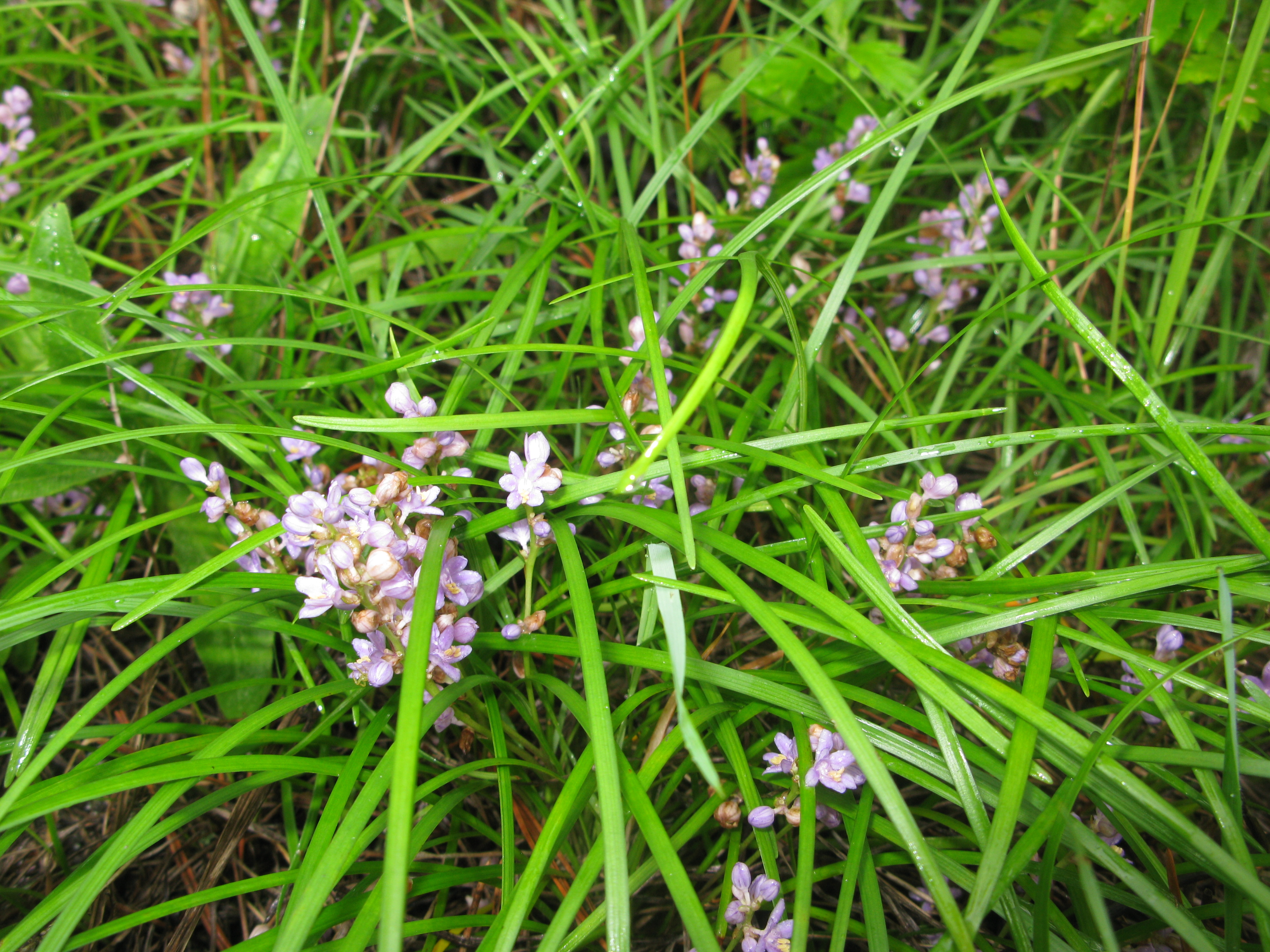